# The Unthinking Majority
«The Unthinking Majority» (en español: La irreflexiva mayoría) es el primer sencillo del álbum solista de Serj Tankian, titulado Elect the Dead. El tema se publicó mundialmente el 7 de agosto de 2007.

## Canciones
1. «The Unthinking Majority» - 3:44